# Димитров, Димитр (футболист)
Дими́тр Димитро́в-Херо (болг. Димитър Димитров-Херо; 9 июня 1959, Бургас, Болгария) — болгарский футболист и футбольный тренер. Тренировал клубы Болгарии, Саудовской Аравии, России и Казахстана.

## Тренерская карьера
По окончании игровой карьеры остался в родном Бургасе и с 1985 года стал тренировать разные команды местного футбольного клуба «Нефтохимик». С 1993 года стал главным тренером основного состава и в сезонах 1996 и 1997 гг. выиграл с ним дважды Кубок профессиональной лиги Болгарии и стал вице-чемпионом Болгарии.
Димитрова пригласили в клуб «Литекс» Ловеч, и он сразу привёл его к званию чемпиона Болгарии в сезоне 1997/98.
Последовало предложение возглавить сборную Болгарии, которую он тренировал в 1998—1999.
В сезоне 1999/00 привёл к чемпионскому званию «Левски».
В сезоне 2004/05 почти привёл к бронзовым медалям саудовский клуб «Аль-Наср», а затем два года был спортивным директором сборной Болгарии.
С декабря 2008 года по сентябрь 2009 года являлся главным тренером российского клуба «Амкар».
С мая 2011 года — главный тренер болгарского клуба «Черноморец» Бургас. В октябре 2011 года врачи поставили ему диагноз рак желудка, но благодаря химиотерапии он поборол болезнь. 27 ноября 2011 года ему присвоили звание почётного гражданина Бургаса.
В 2014 году работал спортивным директором пловдивского клуба «Ботев».
В июне 2015 года возглавил до конца года плохо стартовавший малобюджетный казахстанский клуб «Иртыш» из Павлодара и вывел его в первую шестёрку. Контракт с Димитровым был перезаключён до конца 2017 года. В сезоне 2016 года завоевал с клубом бронзовые медали в чемпионате Казахстана, тем самым выведя «Иртыш» в Лигу Европы на следующий сезон 2017/18. 3 ноября болгарин, как и в Бургасе, получил звание почётного гражданина Павлодарской области.
В августе 2017 года Димитров, не получив предложения о новом контракте от руководства «Иртыша», принял предложение болгарского чемпиона клуба «Лудогорец». Чтобы досрочно уйти из Казахстана и начать чемпионат Болгарии 2017/18 с самого старта, главный тренер сам выкупил свой миллионный контракт у «Иртыша».
В сезоне 2017/18 в седьмой раз привёл болгарский «Лудогорец» к званию чемпиона Болгарии. В плей-офф Лиги Европы 2017/18 его команда уступила итальянскому «Милану».
В июле 2018 года болгарин снова принял свой бывший клуб «Иртыш» (Павлодар), теперь находящийся в зоне вылета из Премьер-лиги. Приняв команду снова через год, Димитров был удивлён принципом набора новых игроков. В составе «Иртыша» оказалось 5 правых защитников и ни одного левого. Прямо перед его приходом «Иртыш» позорно выбыл из первого же отборочного раунда Лиги Европы, не забив пенальти в гостях (0:0) и проиграв дома (0:1) литовскому «Тракаю». Димитров сумел удержать команду в Премьер-лиге, но уже в следующем сезоне в мае был вынужден со скандалом покинуть команду, в связи с вмешательством городских властей в тренировочный процесс и последующим инициированием его прогулов. Тренер подал иск в ФИФА на «Иртыш».

## Тренерские достижения
«Нефтохимик»
- Вице-чемпион Болгарии: 1996/97
- Обладатель Кубка ПФЛ: 1996, 1997

«Литекс»
- Чемпион Болгарии: 1997/98

«Левски»
- Чемпион Болгарии: 1999/2000

«Иртыш»
- Бронзовый призёр чемпионата Казахстана: 2016

«Лудогорец»
- Чемпион Болгарии: 2017/18